# Агрон (цар на Лидия)
Вижте пояснителната страница за други значения на Агрон.
Агрон (на старогръцки: Ἄγρων, Agron) в гръцката митология е цар на Лидия, първият от династията на Хераклидите, наричана също и Тилониди, по лидийското робско име на Херакъл „Тил“ („Tylos“).
Агрон е син на Нин (легендарен цар на Асирия) и внук на Бел, който е син на Алкей, синът на Омфала от нейния втори брак с Херакъл.
Според Херодот през 1221 пр.н.е. Агрон, братовчед на Агамемнон, последва на трона Тантал II, който е убит от Агамемнон. Той управлява Лидия от новата столица Сарди.
След Агрон следват 17 неизвестни по име царе, синове на предишните царе. Известен е последникът на трона Ардис I през 790 – 754 пр.н.е.